# Pierre Théodore Virlet d'Aoust
Pour les articles homonymes, voir D'Aoust.
Pierre Théodore Virlet d’Aoust est un géologue français né à Avesnes-sur-Helpe le 18 mai 1800 et mort à Neuilly-sur-Seine le 14 mai 1894.

## Biographie
Ingénieur civil des Mines formé à l'École des Mines de Saint-Étienne, il fit partie de la Commission scientifique de l'expédition de Morée à la fin de la guerre d'indépendance grecque et fut chargé par le gouverneur Ioánnis Kapodístrias de réaliser les plans pour un canal de Corinthe.
Il découvrit des sites mycéniens sur Syros et Skópelos.
Il voyagea en Amérique et proposa un projet de canal de Panamá.
Membre respecté de la Société géologique de France et de la Société de géographie de Paris, il était chevalier de la Légion d'honneur et de l'Ordre du Sauveur (Grèce).